# Aeroporto Regional do Oeste
O Aeroporto Regional do Oeste - Coronel Adalberto Mendes da Silva (IATA: CAC, ICAO: SBCA) é um aeroporto público localizado no município brasileiro de Cascavel, a cerca de seis quilômetros do centro da cidade. Serve parte do Oeste, Sudoeste e Noroeste do Paraná, notadamente as regiões metropolitanas de Cascavel, Toledo, Umuarama, as microrregiões de Pato Branco e Francisco Beltrão e parte do estado de Santa Catarina.
Com pista de 1 780 metros e um terminal de passageiros de 6 018 m², é considerado um dos mais modernos e equipados do país. Está entre os dez aeroportos regionais brasileiros com maior potencial econômico, segundo pesquisa da Urban Systems.
Recebeu da Secretaria Nacional de Aviação Civil (SAC), por quatro anos consecutivos, de 2022 a 2025, o prêmio “Aviação + Brasil”, na categoaria "Melhor Aeroporto Regional do Brasil".
É servido pelas empresas Azul Linhas Aéreas, Gol Linhas Aéreas e Latam Airlines. 

## Características
| Nome                       | Aeroporto Regional de Cascavel - Coronel Alberto Mendes da Silva |
| Código                     | Cascavel - (IATA: CAC, ICAO: SBCA)                               |
| Categoria                  | 4C                                                               |
| Endereço                   | Rua Itelo Webber s/nº - Bairro Santos Dumont - CEP 85.804-810    |
| Administração              | Transitar                                                        |
| Telefones                  | 45 3228-2499 (aeroporto) e 45 3037-7287 (administração)          |
| Terminal de passageiros    | 6 018,38 m²                                                      |
| Vagas de estacionamento    | 398 veículos                                                     |
| Posições de aeronaves      | 6                                                                |
| Dimensões da pista         | 1 780 x 45 metros                                                |
| Altitude                   | 759 metros                                                       |
| Revestimento da pista      | asfalto                                                          |
| Operações                  | VFR/IFR                                                          |
| Designativo das cabeceiras | 15/33                                                            |
| Resistência da pista       | 48/F/B/X/T                                                       |
| Abastecimento              | AVGAS/JET A1                                                     |
| Combate a incêndio         | Categoria 7                                                      |
| Coordenadas geográficas    | 25º00'08"S/053º30'07"W                                           |
| Rádio (AFIS)               | 131.850 MHz                                                      |
| NDB                        | CAV 220 kHz                                                      |
| Navegação aérea            | RNAV GNSS                                                        |

## Movimento operacional
Em 2005, o número de passageiros foi cerca de 37 mil. O incremento das operações, com aviões maiores da Trip Linhas Aéreas, Passaredo Linhas Aéreas e, posteriormente Azul Linhas Aéreas, fez este número saltar para 245 mil, em 2015.
Depois da Trip ser vendida para a Azul e da saída da Passaredo por problemas financeiros, uma empresa monopolizou os serviços, o que reduziu o número de embarques e desembarques. 

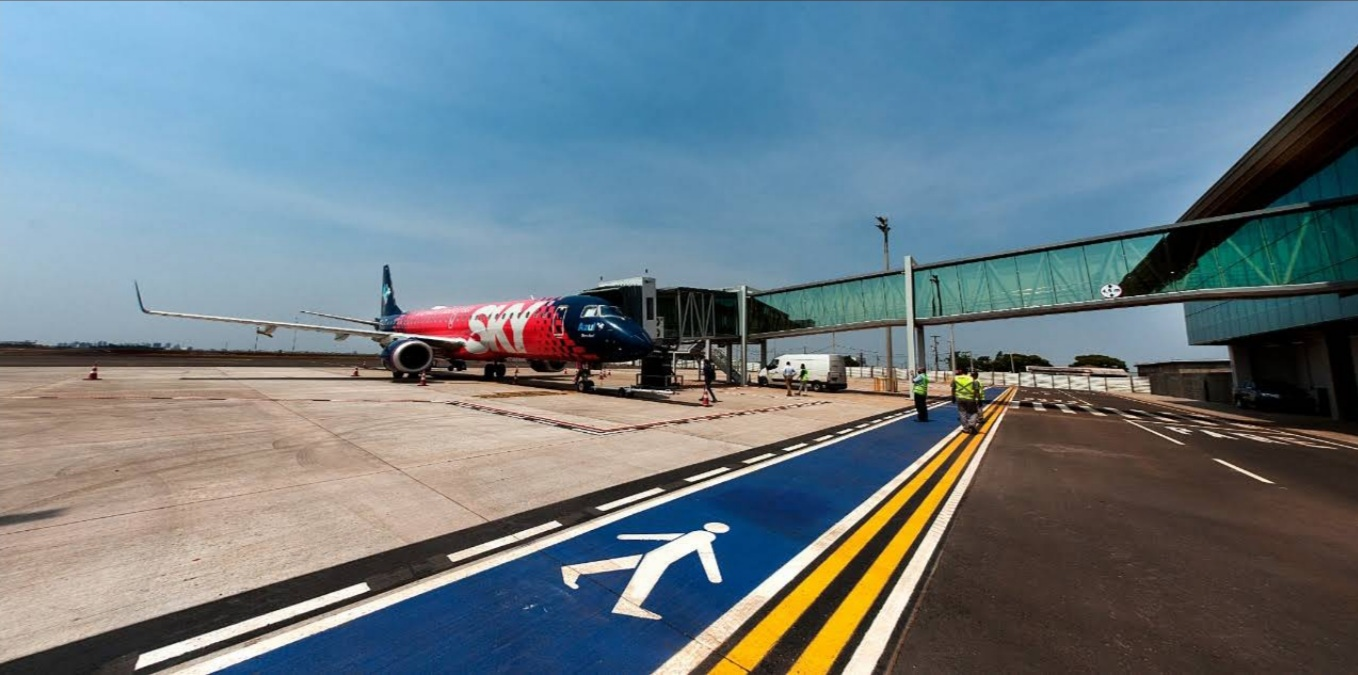
Pátio de aeronaves

Em meados de 2019, com a conclusão de parte das melhorias no sítio aeroportuário, em especial no tamanho e certificação da pista, bem como instalação de equipamentos de segurança, a Azul aumentou as frequências e trocou os ATR-72 por E-Jets em alguns voos. A Gol Linhas Aéreas iniciou seus serviços com aeronaves Boeing 737. Com a nova companhia e aeronaves maiores, a oferta de assentos foi triplicada.
Em julho de 2022, a LATAM Airlines passou a servir o aeroporto, ano em que teve movimento recorde de 272 864 passageiros. De março a agosto de 2024 a Voepass operou em codeshare com a Latam.
O ano de 2024 contabilizou mais de 408 mil passageiros.

## Estatísticas
Ver a consulta original do Wikidata.

## Histórico

Rota do Correio Aéreo Nacional

Em 1937, o Correio Aéreo Nacional iniciou voos para a vila denominada "Encruzilhada de Aparecida dos Portos", mas chamada "Cascavel" nos mapas militares. O percurso começava em Curitiba e seguia por Prudentópolis, Encruzilhada, Foz do Iguaçu e Guaíra, penetrando no Mato Grosso. O campo de aviação – na verdade uma clareira aberta nas proximidades da atual Praça Getúlio Vargas – foi apenas o primeiro de quatro aeroportos que ocupariam a mesma área mediante sucessivas reformas. Tinha a pista de grama.
Em setembro de 1952, talvez na primeira perseguição policial motorizada pela BR-35 (atual BR-277), então em obras, um grupo de contrabandistas foragidos de Foz do Iguaçu dirigia-se apressadamente ao recém criado município de Cascavel, caçado pela Polícia Militar. O caminhão em que fugiam tombou e resultou em graves ferimentos para os ocupantes. Em razão do sofrimento desses bandidos e com a precariedade no socorro médico, o padre Luis Luíse encampou uma luta para construir um aeroporto capaz de receber aviões comerciais.
Segundo o padre, em depoimento à "Memória Histórica de Cascavel", com a diretoria de tráfego aéreo da Real Aerovias foi estudado o plano de voos que ligariam Cascavel a São Paulo, com duas operações de ida e volta por semana: um saindo de São Paulo, via Londrina–Maringá–Campo Mourão–Cascavel–Vacaria–Porto Alegre; outro saindo de São Paulo–Curitiba–Ponta Grossa–Palmas–Cascavel. 
Foi denominado "Aeroporto Coronel Adalberto Mendes da Silva" e sua inauguração ocorreu em 2 de janeiro de 1953. Nove dias após foi iniciada a primeira linha aérea regular, com um avião Douglas DC-3.
Em 1959, Cascavel iniciaria a longa batalha para construir seu Aeroporto Internacional. As obras chegaram a começar, mas foram paralisadas. Entrevistado pelo jornalista Luiz Carlos Biazetto, em 1962, para o jornal Diário d’ Oeste, o prefeito Octacílio Mion foi questionado sobre as causas da demora nas obras. Segundo Mion, os trabalhos foram interrompidos pela falta de verba do governo estadual e federal e da demorada aceitação do Ministério da Aeronáutica sobre a opção do terreno para o aeroporto. "O Ministério aceitou a área indicada – mas com uma extensão superior à prevista" (exigiu 1,5 milhão de metros quadrados) – no final de 1962.
Mais tarde, o regime militar pôs fim ao projeto que estava em andamento, inclusive com verbas destinadas e aprovação do Ministério dos Transporte.
O tema foi esquecido por muitos anos e só seria lembrado durante as discussões, em 1976, sobre a necessidade de construir um novo aeroporto em Cascavel, tendo em vista que o campo de pouso então existente estava sem as mínimas condições de receber o presidente Ernesto Geisel, que viria à região em outubro. A Prefeitura determinou reformas às pressas no antigo aeroporto e em setembro de 1976 iniciou as obras do atual, descartando qualquer hipótese de se levar adiante o antigo projeto de aeroporto internacional, inaugurando-o em dezembro do ano seguinte, com a manutenção do nome original, alterado oficialmente para "Aeroporto Regional do Oeste - Coronel Adalberto Mendes da Silva", em janeiro de 2023.

## Reformulação
Em outubro de 2010 foi iniciada a total reformulação do aeroporto, ainda em andamento, com ampliação, modernização e troca de toda a estrutura, numa parceria entre os governos municipal, estadual e federal.

### Pista

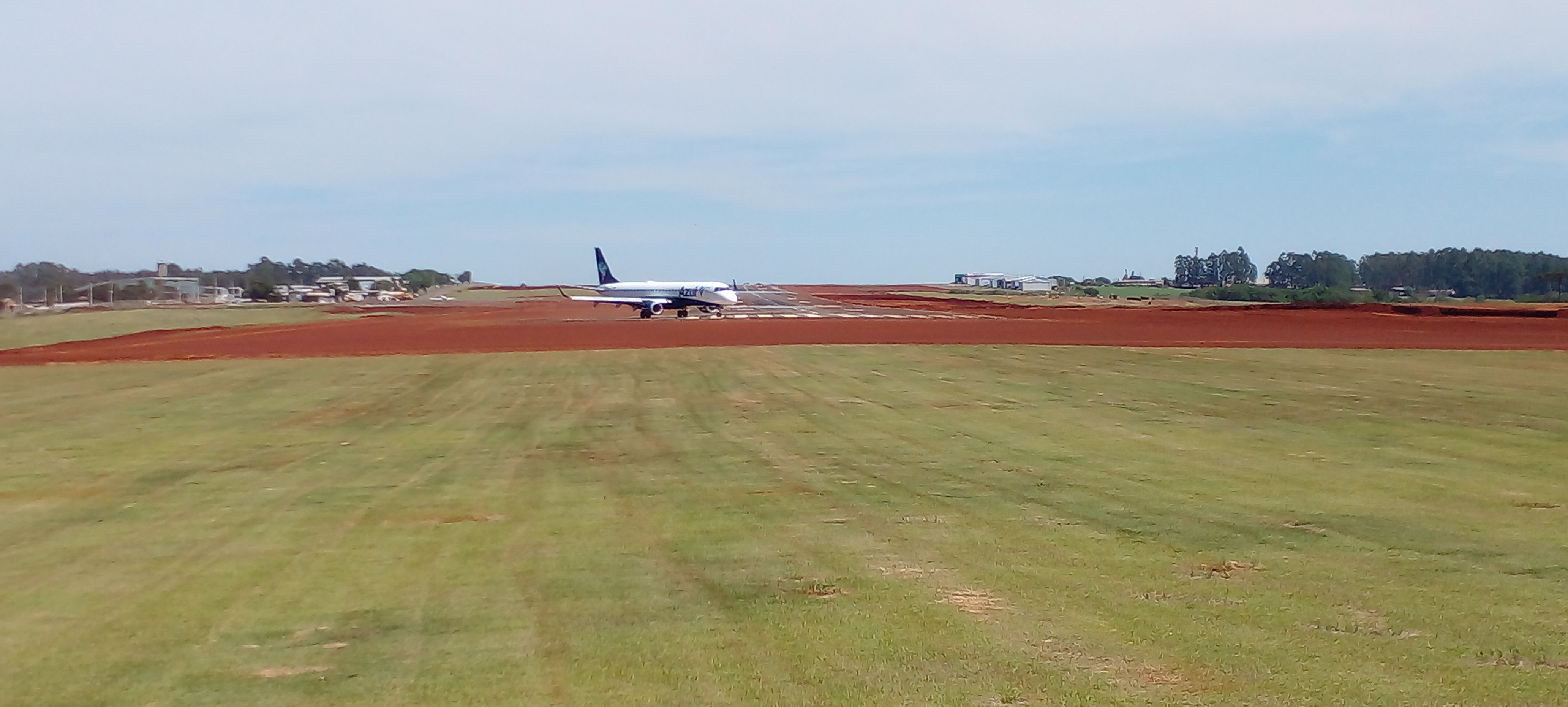
Cabeceira 33 em reformas

A pista de pouso e decolagem foi aumentada em 10% no comprimento e 50% na largura, passando de 1.615 x 30 metros para 1.780 x 45 metros. 
Houve reforço e construção de áreas de segurança nas cabeceiras (RESA), o piso foi recapeado e reforçado, tendo seu padrão de resistência elevado para o nível PCN-48, foi construída uma taxiway mais larga para o acesso ao novo terminal, uma cerca mais alta e resistente, com seis quilômetros, foi instalada nos limites do sítio aeroportuário, a iluminação, o balizamento e a sinalização foram substituídos.
Uma nova taxiway foi construída no lado oposto do terminal de passageiros para dar acesso ao novo espaço da aviação executiva e hangares particulares. 

### Segurança
Medidas de segurança operacional foram providenciadas, como a instalação do PAPI - Indicador de Percurso de Aproximação de Precisão e de um novo farol,  a homologação do sistema RNAV e a compra de três novos caminhões de combate a incêndio, respectivamente dois modelo AP2 e um AC3, o que elevou a categoria de segurança contra incêndio para o nível 6.
A nova sala de controle das operações aeroportuárias têm acesso a 40 câmeras espalhadas em todo o terminal e arredores, com tecnologia de reconhecimento facial e das placas dos automóveis que chegam ao local. 

### Aumento do espaço
Houve limpeza, terraplenagem e demolição de prédios localizados numa faixa superior a 150 metros nas laterais da pista, de modo a atender exigências técnicas para operações regulares de aeronaves de grande porte.

### Aviação executiva
Uma área exclusiva para a aviação executiva foi construída no lado oposto à antiga, com taxiway própria e novo setor de hangares. Os antigos hangares e acesso foram demolidos para o aumento de espaço lateral, atendendo exigência da ANAC.

### Terminal de passageiros

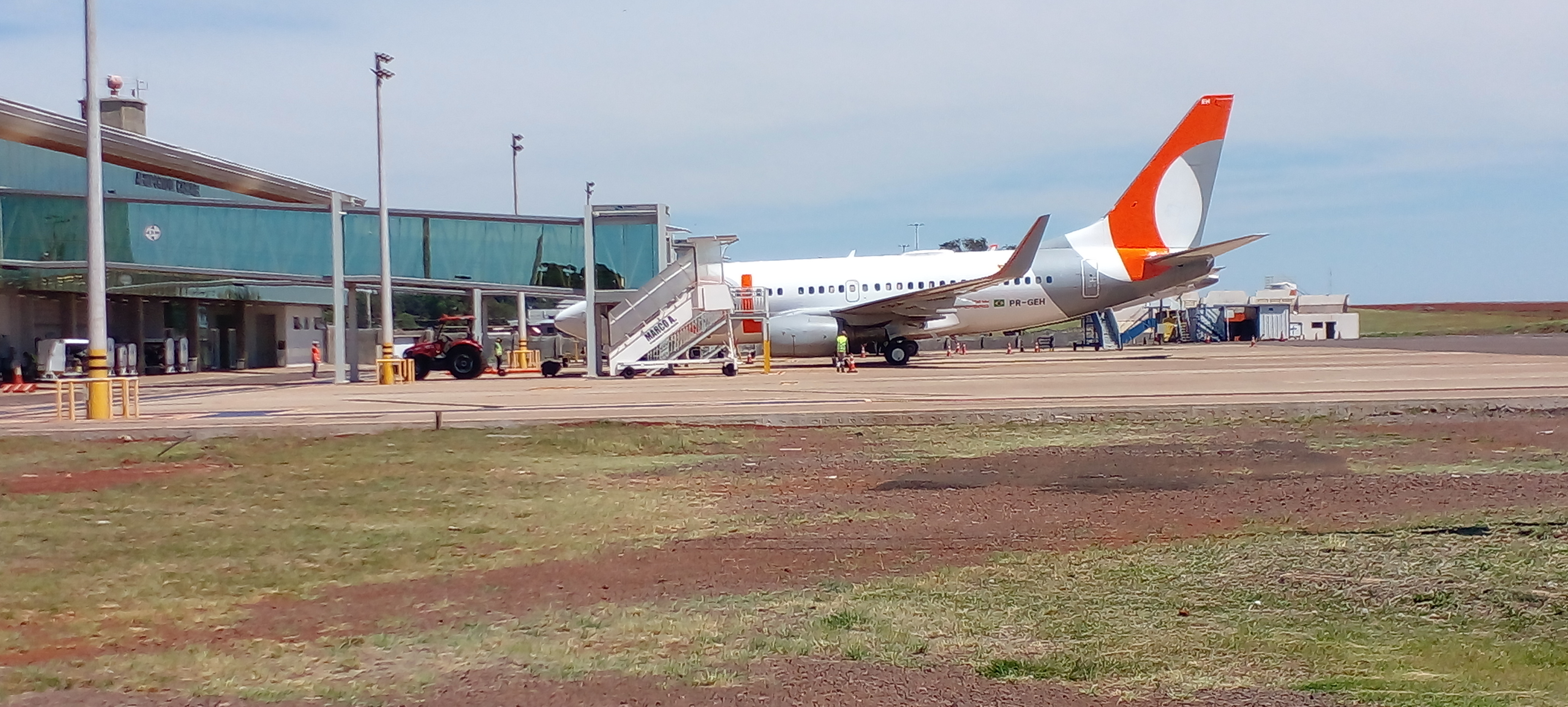
TPS em dezembro de 2021

Em junho de 2020 entrou em operação o novo terminal de passageiros, com 6 018 m² e facilidades, como rua coberta e pontes de embarque, capacidade para 1,2 milhões de passageiros por ano, pátio de aeronaves em concreto com três posições simultâneas de operação, estacionamento fechado para 398 veículos, com acesso direto ao terminal. O antigo pátio de aeronaves e TPS cederam lugar para estacionamento de aeronaves e posições de embarque remoto.
O térreo têm salas para a Polícia Federal, Receita Federal e demais forças de segurança, canal de inspeção corporal e de bagagens de mão, três máquinas de Raio X, área de revista íntima e sala reservada para os comandantes e funcionários de bordo. Há três portões inferiores para embarque e acesso ao pavimento superior, painéis de vídeo, totens de publicidade digital e monitores para consulta dos voos.
A sala de embarque está localizada nos dois pisos e conta com elevador e escadas rolantes. No térreo há o embarque remoto e no piso superior a sala de espera e o embarque por fingers. 
No outro lado do piso superior há dois restaurantes e um mirante para observação dos pousos e decolagens, além de uma sala pública para reuniões, mais reservada, e a sala de controle das operações aeroportuárias.
Na rua coberta encontram-se serviços como guichês de caixas eletrônicos, taxi e transporte por aplicativo, informações turísticas e hotelaria, locação de veículos e outros, com salas próprias. O novo terminal de passageiros foi aprovado e certificado pela ANAC em novembro de 2020, entrando em operação no dia 7 de dezembro do mesmo ano.

## Metas
Em agosto de 2021 foi assinado um acordo com a INFRAERO, que assumiu a gestão de melhorias a serem implementadas no aeroporto, como a instalação dos sistemas de pouso por instrumento ILS e ALS, a construção de um terminal de cargas, ampliação da pista para 2 600 metros, ampliação do terminal de passageiros, novas posições para aeronaves, a instalação de uma Estação Meteorológica de Superfície Automática, a internacionalização e concessão da estrutura para a iniciativa privada.

## Câmera ao vivo
- Câmera CATVE